# کابالو ۲۴۰۴۴
سیارک ۲۴۰۴۴ (به انگلیسی: 24044 Caballo، نامگذاری:1999SL17) بیست و چهار هزار و چهل و چهارمین سیارک کشف شده‌است که در ۳۰ سپتامبر ۱۹۹۹ کشف شد.
قدر مطلق سیارک برابر ۱۲.۹ است.